# Grammy Award du meilleur album de blues
Le Grammy Award du meilleur album de blues (Grammy Award for Best Blues Album) est un Grammy Award décerné de 2012 à 2016 et qui fusionnait les précédentes catégories meilleur album de blues traditionnel et meilleur album de blues contemporain. La Recording Academy a décidé de créer cette nouvelle catégorie en 2012 parce qu'il y avait « des difficultés à distinguer les blues traditionnel et contemporain ». En 2017, la distinction entre les deux a néanmoins été réinstituée.

## Lauréats
| Année | Artiste                             | Œuvre               | Nommés | Ref.  |
| ----- | ----------------------------------- | ------------------- | --- | ----- |
| 2012  | Tedeschi Trucks Band                | Revelator           | - Gregg Allman – Low Country Blues (en) - Marcia Ball – Roadside Attractions - Warren Haynes – Man in Motion - Keb' Mo' – The Reflection (en) | [ 2 ] |
| 2013  | Dr. John                            | Locked Down         | - Shemekia Copeland – 33⅓ - Ruthie Foster – Let It Burn - Heritage Blues Orchestra – And Still I Rise - Joan Osborne – Bring It On Home (en) | [ 3 ] |
| 2014  | Ben Harper avec Charlie Musselwhite | Get Up!             | - Billy Boy Arnold, Charlie Musselwhite, Mark Hummel (en), Sugar Ray Norcia (en) & James Harman (en) - Remembering Little Walter - James Cotton - Cotton Mouth Man - Beth Hart & Joe Bonamassa - Seesaw - Bobby Rush - Down in Louisiana                  | [ 4 ] |
| 2015  | Johnny Winter                       | Step Back           | - Dave Alvin & Phil Alvin (en) – Common Ground: Dave Alvin & Phil Alvin Play and Sing the Songs of Big Bill Broonzy - Ruthie Foster — Promise of a Brand New Day - Charlie Musselwhite – Juke Joint Chapel - Bobby Rush avec Blinddog Smokin' – Decisions | [ 5 ] |
| 2016  | Buddy Guy                           | Born to Play Guitar | - Cedric Burnside Project - Descendants of Hill Country - Shemekia Copeland - Outskirts of Love - Bettye LaVette - Worthy (en) - John Primer & Various Artists - Muddy Waters 100                                                                         | [ 6 ] |